# ابردین، کیپ شرقی
ابردین، کیپ شرقی (به لاتین: Aberdeen, Eastern Cape) یک شهرک در آفریقای جنوبی با جمعیت ۷٬۱۶۲ نفر است که در کیپ شرقی واقع شده‌است.